# Louvroit
 (janvier 2016).
Si vous disposez d'ouvrages ou d'articles de référence ou si vous connaissez des sites web de qualité traitant du thème abordé ici, merci de compléter l'article en donnant les références utiles à sa vérifiabilité et en les liant à la section « Notes et références ».
 (octobre 2014).
Le Louvroit est un ruisseau de Belgique coulant en province de Hainaut, affluent du By, donc sous-affluent de l'Escaut par la Trouille et la Haine.